# ページマスター
『ページマスター』（The Pagemaster）は、1994年のアメリカ映画。
主演にはマコーレー・カルキンで、その脇には『スタートレック』関係のキャストが多く配置されている。
日本で劇場未公開でビデオスルーとなった。また、WOWOWでの放送時は『ページマスター 夢と魔法の図書館』という邦題だった。

## ストーリー
臆病な少年リッチー（マコーレー・カルキン）が、偶然入り込んだ図書館で出会ったページマスター（クリストファー・ロイド）によって本の世界へと導かれる。

## キャスト
※括弧内は日本語吹替。
- リチャード・“リッチー”・タイラー - マコーレー・カルキン（矢島晶子）
- デューイ/ページマスター - クリストファー・ロイド（穂積隆信）
- アラン・タイラー - エド・ベグリー・ジュニア（安原義人）
- クレア・タイラー - メル・ハリス（山像かおり）
- アドベンチャー - パトリック・スチュワート（声）（広瀬正志）
- ファンタジー - ウーピー・ゴールドバーグ（声）（小宮和枝）
- ホラー - フランク・ウェルカー（声）（西村知道）
- ジキル博士/ミスター・ハイド - レナード・ニモイ（声）（堀内賢雄）
- エイハブ船長 - ジョージ・ハーン（声）（大木民夫）
- ジョン・シルヴァー船長 - ジム・カミングス（声）（長嶝高士）
- トム・モーガン - フィル・ハートマン（声）（安原義人）
- ジョージ・メリー - エド・ギルバート（声）（星野充昭）
- 海賊 - ロバート・ピカード（声）
- 海賊 - ドリアン・ヘアウッド（声）

## 受賞・ノミネート
| 賞                           | 部門       | 候補者               | 結果       |
| ---------------------------- | ---------- | -------------------- | ---------- |
| 第15回ゴールデンラズベリー賞 | 最低男優賞 | マコーレー・カルキン | ノミネート |